# Дитя суспільства
Дитя суспільства (англ. A Social Cub) — американська короткометражна кінокомедія режисера Кларенса Дж. Баджера 1916 року.

## У ролях
- Боббі Вернон — Боббі
- Глорія Свенсон — Глорія
- Елізабет Де Вітт — мати Глорії
- Реггі Морріс
- Гаррі Гріббон — герой дня
- Джозеф Свікард — старий лицар
- Делла Прінгл — мати Боббі
- Бланш Пейсон
- Гонда Дюран
- Мей Еморі